# Mamarchev Peak
Der Mamarchev Peak (englisch; bulgarisch Мамарчев връх Mamartschew wrach) ist ein 2500 m hoher Berg im westantarktischen Ellsworthland. Im nördlichen Abschnitt der Sullivan Heights im Zentrum der Sentinel Range des Ellsworthgebirges ragt er 2,37 km nordwestlich des Mount Levack, 11,33 km ostnordöstlich des Mount Bearskin, 11,08 km südöstlich des Mount Jumper und 5,28 km südlich des Roberts Peak auf. Der Pulpudeva-Gletscher liegt westlich, der Ellen-Gletscher nördlich von ihm.
US-amerikanische Wissenschaftler kartierten ihn 1988. Die bulgarische Kommission für Antarktische Geographische Namen benannte ihn 2011 nach dem bulgarischen Freiheitskämpfer Georgi Mamartschew (1786–1846) in Verbindung mit der Ortschaft Mamartschewo im Süden Bulgariens.